# Elise Hensler
Elise Friederike Hensler (La Chaux-de-Fonds, 22 de maio de 1836 — Lisboa, 21 de maio de 1929), titulada Condessa de Edla, foi uma atriz de teatro e cantora de ópera, célebre por ter sido a segunda esposa do rei D. Fernando II de Portugal, viúvo da rainha D. Maria II.

## Família e educação
De origem suíça-alemã, Elise Hensler era filha de Johann Friederich Conrad Hensler e de sua esposa, Louise Josephe Hechelbacher e nasceu em La Chaux-de-Fonds, em Neuchâtel.
Aos doze anos, emigrou com a família para Boston, nos Estados Unidos, onde recebeu uma cuidadosa educação. Amante das artes e das letras, terminou os seus estudos em Paris. Ao longo dos anos, tornou-se fluente em sete idiomas.

## Carreira
Após o término da sua educação, Hensler atuou no Teatro alla Scala, em Milão, Itália. No dia de Natal de 1857, em Paris, aos vinte e um anos, ela deu à luz uma menina, batizada Alice Hensler, cujo pai era desconhecido.
No dia 2 de fevereiro de 1860, Elise chegou a Portugal como membro da Companhia de Ópera de Laneuville, para cantar no Teatro Nacional São João, no Porto. Atuou em seguida no Teatro Nacional de São Carlos, de Lisboa, no dia 15 de abril de 1860. Interpretava a pajem da ópera "Um Baile de Máscaras", de Verdi. O rei D. Fernando II, no meio da plateia, apaixonou-se pela bela cantora, então com vinte e quatro anos.
Além de cantora e atriz, Hensler era escultora, ceramista, pintora, arquiteta e floricultora.

## Casamento com D. Fernando II

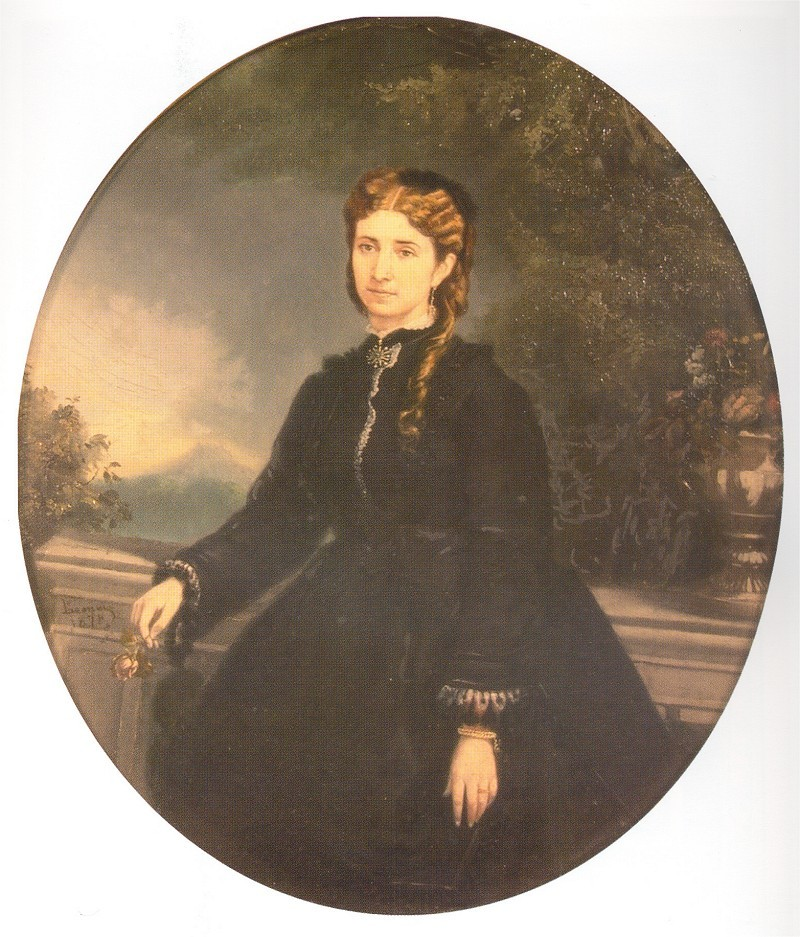
Retrato de Elise Hensler

A 10 de junho de 1869, desposou morganaticamente o rei D. Fernando II, em Benfica. O rei de Portugal era, nessa época, o segundo filho de D. Fernando II, D. Luís I. O título de condessa de Edla foi-lhe concedido dias antes da cerimónia por Ernesto II de Saxe-Coburgo-Gota.
A imprensa e a nobreza portuguesa dividiram-se na apreciação do casamento entre o rei e a ex-cantora de ópera. Talvez por isso ela tenha sido quase esquecida da História de Portugal.

## Vida como esposa

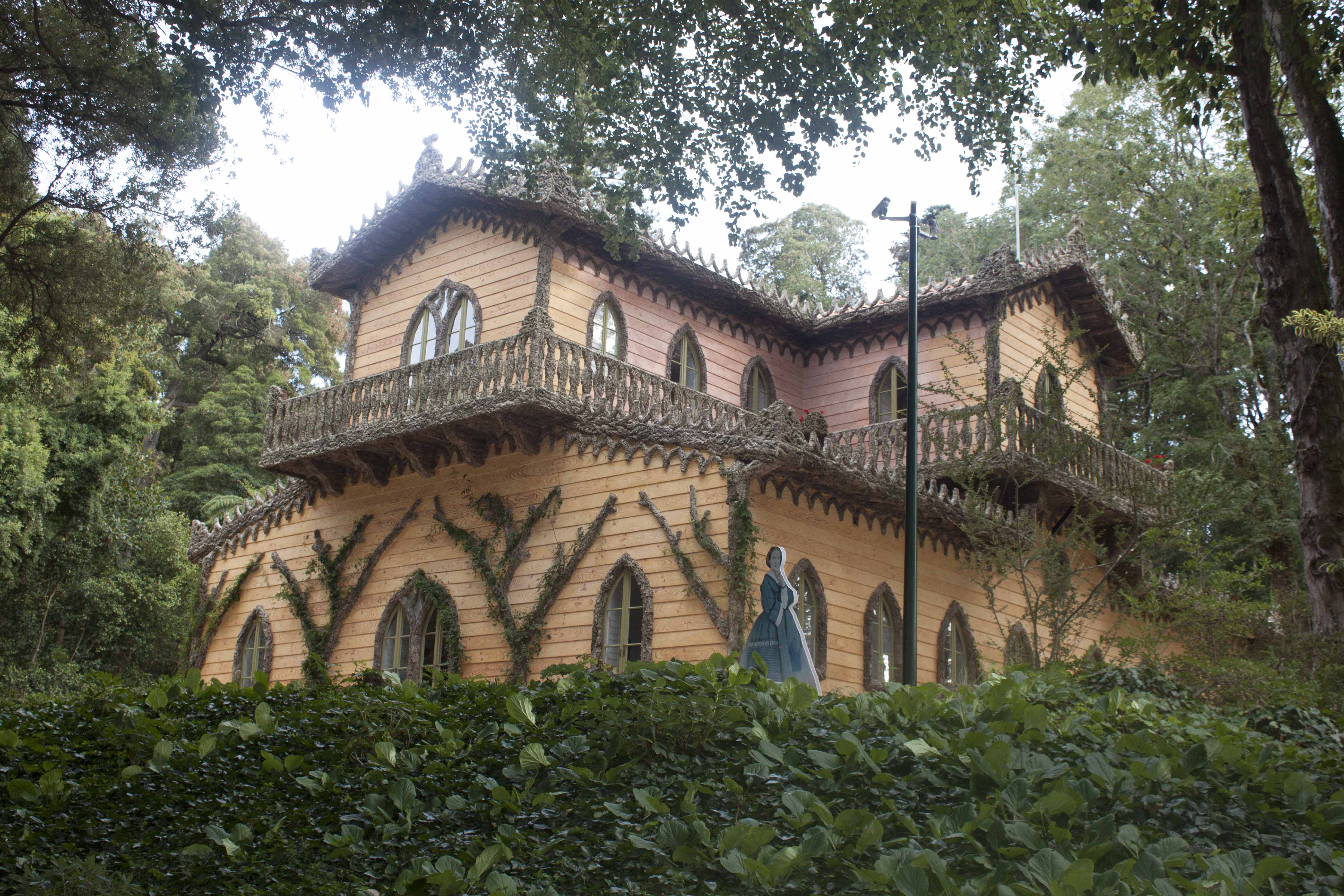
Chalé da Condessa de Edla

O casal gostava de se refugiar em Sintra, onde D. Fernando II tinha comprado o abandonado Mosteiro da Nossa Senhora da Pena. Deve-se o atual património florestal da serra de Sintra a D. Fernando II, que sempre foi apaixonado pela botânica, e à cumplicidade da condessa d'Edla. Como resultado, as plantações do Parque da Pena intensificaram-se por volta de 1869. Elise introduziu certas espécies arbóreas no parque, vindas da América do Norte. O rei e a condessa tiveram o apoio do cunhado americano de Hensler, o silvicultor John Slade.
No meio do parque, a condessa iniciou a construção do chamado Chalet (conhecido como "Chalet da Condessa"), que ela mesma projetou ao estilo das casas rurais norte-americanas. Mulher culta, dedicou-se com o marido ao patrocínio de vários artistas, entre eles o mestre Columbano Bordalo Pinheiro e o pianista Vianna da Motta.
Em 1999, o chalet da condessa d'Edla foi consumido por um incêndio, tendo reaberto ao público em 2011, depois de quatro anos de obras de recuperação.

## Últimos anos e morte

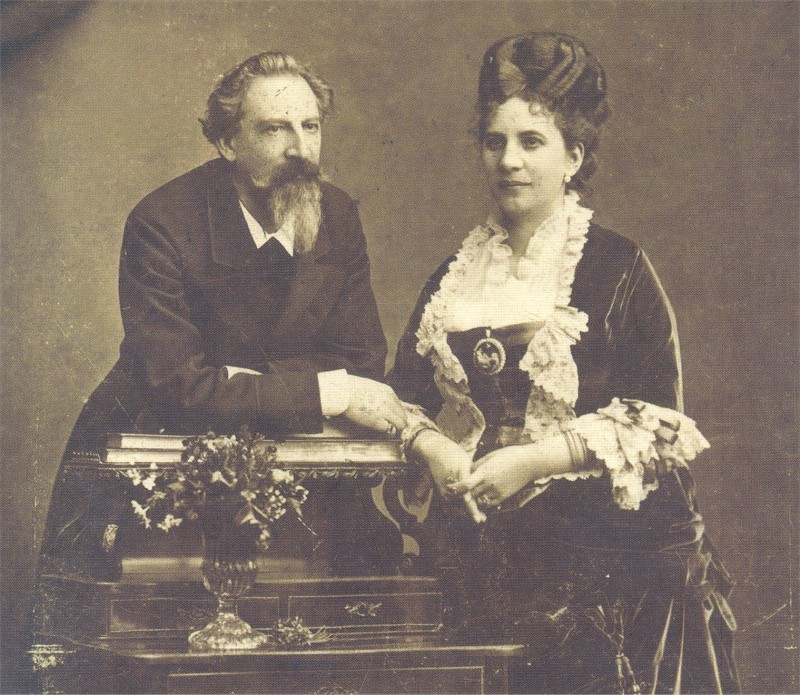
D. Fernando II e Elise Hensler.

Em 1885, D. Fernando faleceu e, em testamento, deixou à sua viúva todo os seus bens, incluindo o Castelo dos Mouros e o Palácio da Pena, ambos em Sintra. Foi o rei D. Carlos I que, pagando 410 contos à condessa, conseguiu reaver os dois castelos para o Estado Português.
Elise Hensler, depois disso, abandonou Sintra e passou a viver com a sua filha Alice, que se casou com Manuel de Azevedo Gomes. Faleceu no Coração de Jesus, freguesia de Lisboa, aos noventa e dois anos, vítima de urémia. Foi sepultada no Cemitério dos Prazeres.
A condessa d’Edla recebeu, na morte, o tratamento e as honras de uma figura de Estado; a rainha D. Amélia e o deposto rei D. Manuel II mandaram o visconde de Asseca como seu representante, ao funeral.